# Tóth László (labdarúgó, 1995)
Tóth László (Jászberény, 1995. július 9. –) magyar labdarúgó, jelenleg a Kazincbarcika játékosa, aki kölcsönben a Vasas csapatában játszik.

## Pályafutása
Az élvonalban 2013 augusztusában mutatkozott be a Budapest Honvéd ellen, csereként. Összesen két másik mérkőzésen játszott még.
Tagja volt a Mezőkövesd Zsóry FC 2016-ban feljutó csapatának, a szezonban két mérkőzésen játszott.

## Válogatott
Az U17-es válogatottban Bene Ferenc irányítása alatt mutatkozott be, három gólt is szerzett. Az U19-es válogatottban nem játszott tétmeccset, ellenben három barátságos mérkőzésen is pályára küldte Mészöly Géza.

## Sikerei, díjai
Mezőkövesd Zsóry FC
- NB II ezüstérmes: 2015-2016